# Hendrik Willem Mesdag
Hendrik Willem Mesdag (Groningen, 23 februari 1831 – Den Haag, 10 juli 1915) was een Nederlands kunstschilder, aquarellist, etser en lithograaf.
Mesdag was de meester-marineschilder van de Scheveningse bomschuiten. Hij behoorde tot de Haagse School. Zijn bekendste werk is het Panorama Mesdag van Scheveningen, tentoongesteld aan de Zeestraat in Den Haag. Breeuwen en Voorbereiding voor vertrek zijn twee andere schilderijen van Mesdag. Hij was ook een befaamd kunstverzamelaar met een eigen museum, het Museum H.W. Mesdag, thans bekend onder de naam De Mesdag Collectie, aan de Haagse Laan van Meerdervoort.

## Biografie
Vroege jaren
Mesdag was een zoon van de stijfselfabrikant, later bankier, Klaas Mesdag en Johanna Willemina van Giffen. Hij werd geboren in Groningen en toonde al jong belangstelling voor tekenen en schilderen. Er is een tekening Waterval van hem bekend die hij maakte toen hij nauwelijks 14 jaar oud was. Zijn Groninger leermeesters waren C.B. Buijs en J.H. Egenberger, directeur van Academie Minerva. Hij leek echter voorbestemd voor een zakenloopbaan in het bedrijf van de familie. Op 23 april 1856 trouwde hij met Sientje van Houten. Ook zij had een artistieke belangstelling. Hun enig kind, Klaas, werd zeven jaar later geboren en overleed op achtjarige leeftijd.
In 1866 gaf Mesdag zijn zakenberoep op en besloot hij definitief als schilder te leven, daarin stevig aangemoedigd door Sientje. De zomer van dat jaar bracht hij door in Oosterbeek, dat toen bekendstond als het 'Hollandse Barbizon'. Daar werkte hij samen met Johannes Warnardus Bilders. Zijn achterneef Lourens Alma Tadema, ook schilder, introduceerde Mesdag te Brussel bij Willem Roelofs, die daar al sinds 1846 woonde. Roelofs werd zijn ultieme leermeester, van 1866 tot 1869. Ook met de Vlaamse landschaps- en dierenschilder Alfred Verwee ontstond een vriendschappelijke band.
Zeegezichten
In de zomer van 1868 trok Mesdag met vrouw en kind naar het waddeneiland Norderney. Daar ontdekte hij de zee, de luchten en de sfeer die de basis zouden worden voor zijn artistieke beleven. In 1869 verhuisde hij naar Den Haag en betrok een woning aan de Anna Paulownastraat. Even later liet hij, samen met zijn zwager Samuel van Houten, een huis bouwen aan de Laan van Meerdervoort, dat nu deel uitmaakt van het museum De Mesdag Collectie. Vaak huurde hij in Scheveningen een kamer in de Villa Elba, het latere Hôtel Rauch, om dicht bij de zee te kunnen zijn.
In 1870 kreeg hij zijn eerste erkenning: een gouden medaille op de Parijse Salon, met een werk dat hij Les brisants de la Mer du Nord noemde. Het werd aangekocht door het jurylid Charles Chaplin. Tussen 1873 en 1896 werden zijn inzendingen meermaals met medailles bekroond op de internationale exposities van Londen (1873), Lyon (1876), Philadelphia (1876), Amsterdam (1880), Berlijn (1886) en Florence (1896).
Functies

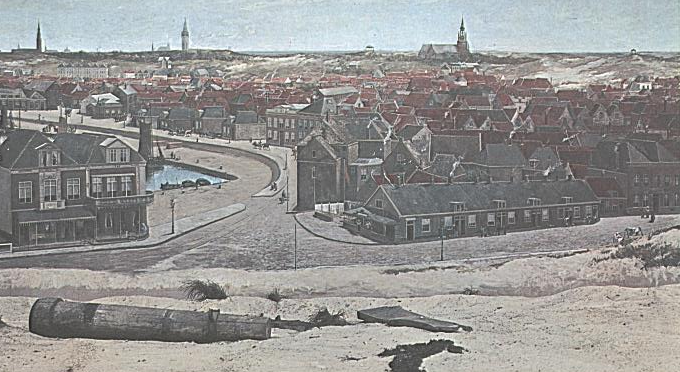
Panorama Mesdag (uitsnede)

Mesdag speelde in het kunstleven van Den Haag een belangrijke rol. Op 31 januari 1876 werd de Hollandsche Teekenmaatschappij opgericht. Mesdag werd bij de oprichting in het bestuur opgenomen, naast Anton Mauve en Willem Maris. Ieder jaar, in augustus, werd een belangrijke aquarellen-expositie georganiseerd. Ook Johannes Bosboom en J.H. Weissenbruch exposeerden er.

In 1889 werd hij lid van de Nederlandse Etsclub. Net als menig ander kunstenaar uit de Haagse School, had Mesdag niet een uitgesproken voorkeur voor het etsen. Er zouden slechts twee etsen van zijn hand komen. Wel produceerden andere kunstenaars, zoals Philip Zilcken, meerdere etsen naar werken van hem.

Hij werd ook opgenomen in het schilderkunstig genootschap Pulchri Studio en speelde er al gauw een voortrekkersrol. Van 1889 tot 1907 was hij voorzitter en daarna erevoorzitter tot zijn overlijden in 1915. Hij en zijn broer Taco verwierven in 1896 het huis van de vroegere minister Gijsbert van Tienhoven aan het Lange Voorhout, om er de Pulchri-exposities in onder te brengen. Hij liet het herinrichten en aanpassen. De eerste ledenexpositie kon geopend worden op 13 juli 1901. Pulchri is er nog steeds gevestigd.
Verzamelaar

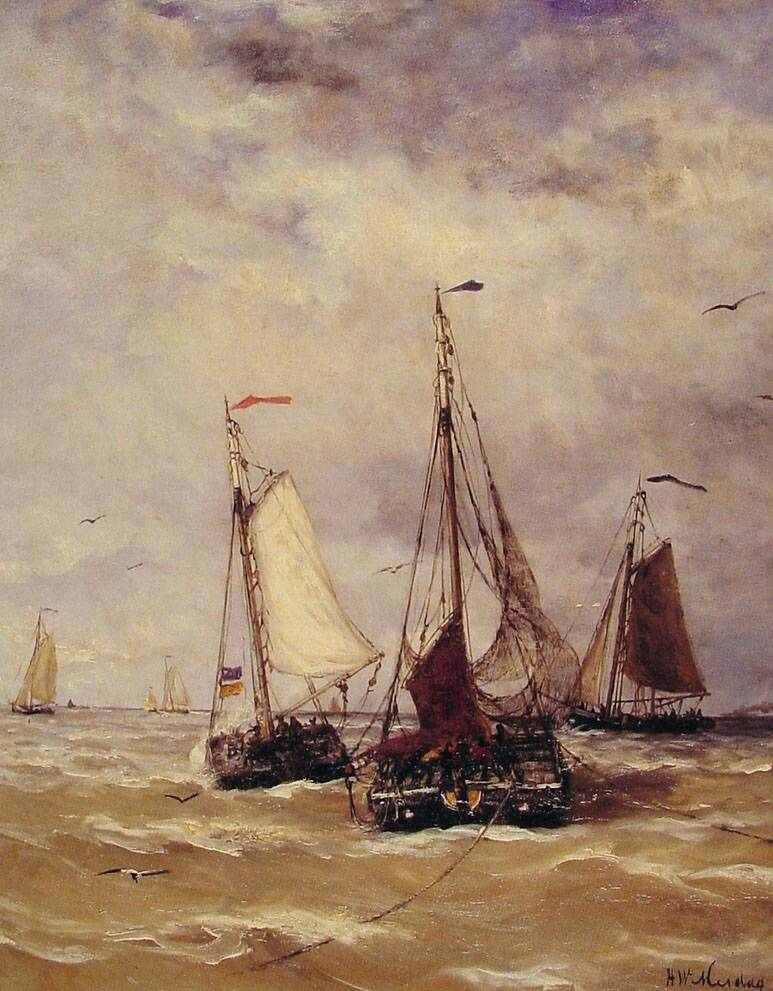
Voorbereiding voor vertrek

Intussen was de zakenman in hem ook blijven voortleven en had hij, vooral in Parijs, een uitgebreide collectie waardevolle schilderijen verworven, waarin de School van Barbizon een opvallende rol speelde. Hij verzamelde meer dan 200 werken en bracht ze onder in een bijgebouw dat hij had laten optrekken in de tuin van zijn woning aan de Laan van Meerdervoort en dat in 1887 het Museum H.W. Mesdag werd.
In Frankrijk gold Mesdag als een zeer belangrijk schilder en verzamelaar. In 1899 muntte hij uit op de expositie bij Durand-Ruel in Parijs. Uit de recensie bleek: ...Er hoeft geen lof meer toegezwaaid te worden aan de Hollandse meester, enigszins Frans door adoptie, die sinds heel wat jaren in onze jaarlijkse Salons exposeert. Als Officier in het Franse Legioen van Eer werd hij in 1902 opnieuw officieel vereerd met een eremedaille door de Franse Republiek. Sientje werd vermeld als: compagne de vie, d'art et de pensée du maître aimé.
Einde
Hij verloor zijn vrouw Sientje in 1909. Mesdag zelf stierf in Den Haag op 10 juli 1915 op 84-jarige leeftijd. Hij werd begraven op Oud Eik en Duinen, in het graf waarin sinds 1909 zijn vrouw lag. Op de liggende steen is alleen de naam Mesdag te lezen. In 1930 werd in het graf ook de politicus Samuel van Houten, de broer van Sientje, bijgezet. Deze is bekend van het Kinderwetje van Van Houten.

## De Mesdag Collectie

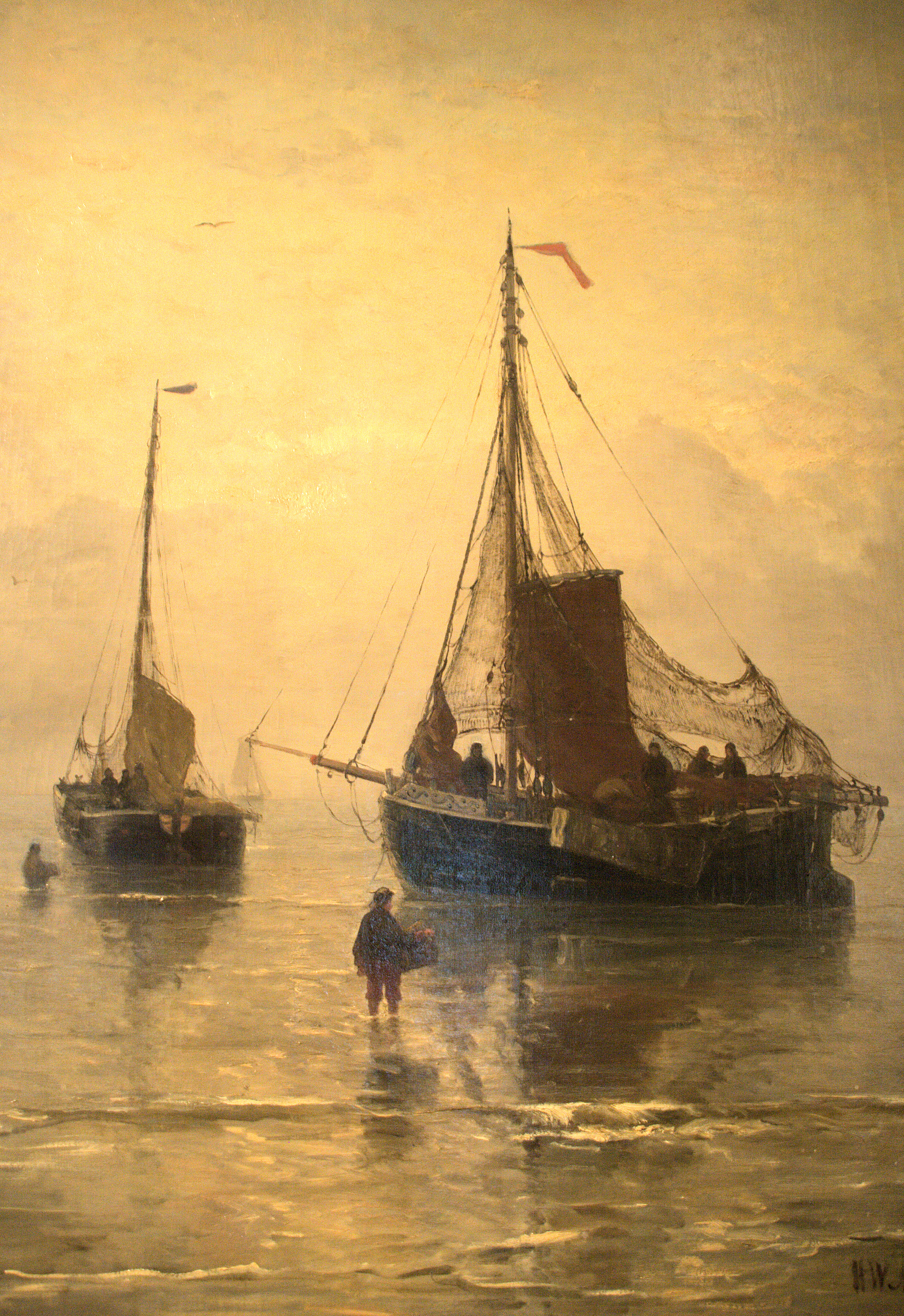
Aankomst van de Vis, 1875, Museum Vlaardingen

In 1903 schonk hij het Museum H.W. Mesdag met de hele collectie aan de Staat der Nederlanden. Hij bleef directeur van het Rijksmuseum Hendrik Willem Mesdag tot in 1911. In dat jaar kon hij nog Armand Vallières, president van de Franse Republiek, rondleiden.
Als dankbetuiging voor zijn schenking van zijn collectie aan de staat ontving hij het Grootkruis in de Orde van Oranje-Nassau. Daarbij was hij ook Commandeur in de Orde van de Nederlandse Leeuw, Commandeur in de Belgische Leopoldsorde, Commandeur in de Deense Orde van de Dannebrog en Ridder in de Orde van de Italiaanse Kroon.